# Levure de riz rouge

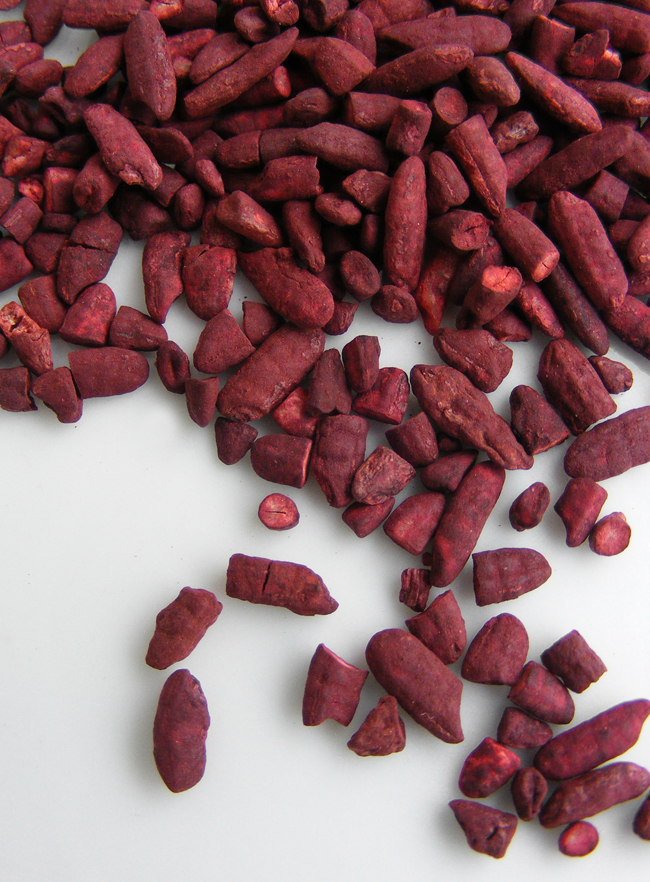
Riz blanc fermenté avec Monascus pupureus

La levure de riz rouge (en anglais red yeast rice ou RYR) est un riz fermenté pourpre rougeâtre brillant, qui acquiert sa couleur par fermentation avec un champignon microscopique, Monascus purpureus, qui produit sur le riz un pigment rouge caractéristique.

## Utilisation médicale
Ce produit vendu comme complément alimentaire contient des monacolines, substances inhibitrices de la HMG-CoA réductase, dont la lovastatine naturelle, dénommée « monacoline K ». La lovastatine, la plus ancienne des statines connues, n'est pas commercialisée en France.
Elle est utilisée en médecine non conventionnelle, en cas d'hypercholestérolémie, de dyslipidémie, de risque d'accident cardiovasculaire. Elle abaisse, cependant, nettement moins le niveau du LDL cholestérol qu'une statine standard.

## Effets indésirables
En 2007, la Food and Drug Administration a averti les firmes qui faisaient de la promotion sur Internet sur les propriétés anticholestérolémiantes de leurs suppléments composés de levure de riz rouge, qu'elles contrevenaient à la loi en commercialisant un médicament non approuvé. Elle a aussi recommandé aux consommateurs d'éviter ces produits. 
En 2009, une publication rapporte un cas d'atteinte hépatique chez une femme qui prenait de la levure de riz rouge après avoir développé ce même type d'effet indésirable sous lovastatine. Les auteurs concluent ainsi : « Les médecins devraient garder à l'esprit que la médecine dite "alternative" n'est pas toujours l'alternative la plus sûre et parfois n'est pas une "alternative" du tout. ».
En 2011, le Centre de pharmacovigilance de Marseille a rapporté un cas d'élévation des créatine kinases, chez une femme de 64 ans prenant de la levure de riz rouge depuis 1 mois. L'évolution de cet effet indésirable a été favorable après arrêt du complément alimentaire.
En France, à la suite de signalements d’effets indésirables susceptibles d’être liés à l’utilisation de compléments alimentaires à base de levure de riz rouge, l’Agence nationale de sécurité sanitaire de l'alimentation, de l'environnement et du travail (Anses) s’est auto-saisie en septembre 2012, de l’analyse des risques éventuels liés à leur consommation,.
Le profil de sécurité de la levure de riz rouge est semblable à celui des statines : la proportion d'effets secondaires graves (27 %) et leur délai d'apparition relativement rapide encouragent la surveillance continue des compléments alimentaires afin de caractériser leur profil de risque par les organismes de réglementation.
En 2024, au Japon, un signalement fait l'objet d'une publication concernant plusieurs cas d'insuffisances rénales aiguës à type de néphropathies tubulo-interstitielles. Elles seraient dues à une contamination par une moisissure dans une usine de fabrication.